# ヴェローナの二紳士

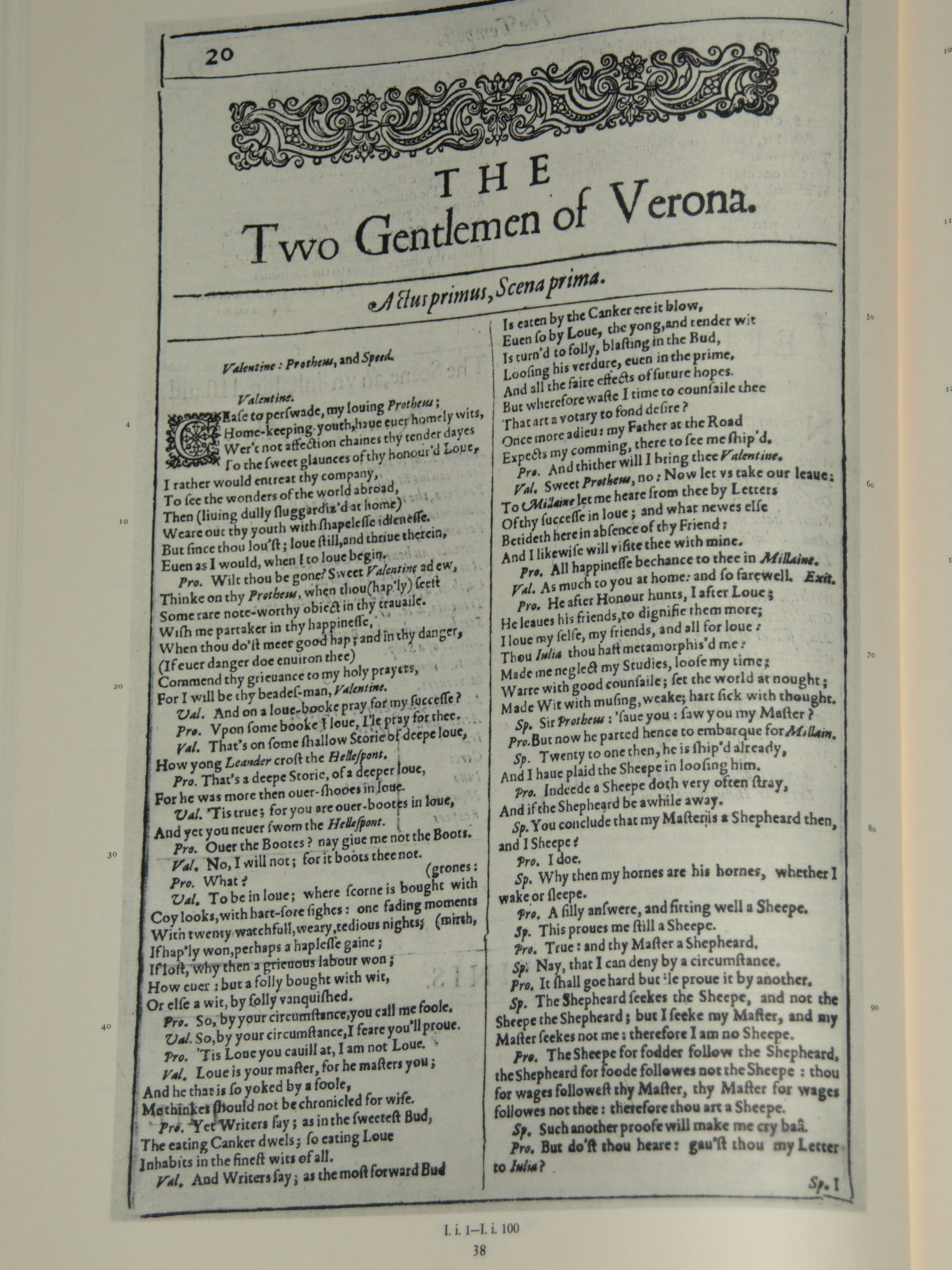
1623年出版の「ファースト・フォリオ」の『ヴェローナの二紳士』の表紙の複写

『ヴェローナの二紳士』（ヴェローナのにしんし、The Two Gentlemen of Verona）は、ウィリアム・シェイクスピアの初期の喜劇。シェイクスピア劇の中では登場人物の数が最も少なく、ヒロインが少年に変装する最初の作品。テーマは友情と背信。一部で劇の呼び物と言われているのは、プローテュースの道化た召使いラーンスとその犬クラブで、クラブは「シェイクスピア正典中、最も場面をかっさらった喋らない役」とも言われている。

## 材源
シェイクスピアが『ヴェローナの二紳士』の材源としたのは、ポルトガルの劇作家ホルヘ・デ・モンテマヨール（Jorge de Montemayor）のスペイン語散文ロマンス劇『魅せられたディアナ』（Diana Enamorada）である。この作品は1559年に発表され、1578年にフランス語訳、1598年に英語訳が出版されたが、英訳はその数年前には済んでいた。シェイクスピアはフランス語版あるいは出版前の英語版を読むことができたか、1585年の失われた作者不詳のイングランドの戯曲『フェリックスとフィリオミーナの物語』（The History of Felix and Philiomena）で知ったと信じられている。
『魅せられたディアナ』の第2話で、ドン・フェリックスはフェリスミーナに恋し、恋文を送る。フェリスミーナは『ヴェローナの二紳士』のジュリア同様に恋文を拒み、侍女と悩むふりをする。一方、フェリックスもプローテュース同様に父親に旅に出され、少年に変装したフェリスミーナを小姓にする。フェリスミーナはフェリックスが新たにセリアに思い寄せていることを知り心を痛め、さらにフェリックスの使者としてセリアの元に使わされる。二人の恋人たちは森の中での戦いの後、最後に和解するが、セリアは架空の小姓に恋し、悲しみながら死んでゆく。

## 創作年代とテキスト
『ヴェローナの二紳士』の創作年代はわかっていないが、シェイクスピア作品の中でも最古の作品の1つと考えられている。1598年のフランシス・ミアズ（Francis Meres）の『知恵の宝庫（Palladis Tamia）』にあるシェイクスピア戯曲のリストがその証拠だが、書かれたのは1590年代の早い時期と考えられている。シェイクスピアの最初の戯曲という指摘もあり、4人以上の登場人物が出る場面がないのは「経験のなさをうかがわせる不確実な技術を示している」。また、誠実な男が友情の証として自分の恋人を、本人の同意も得ず、彼女を強姦しようとした友人に譲ろうとするシーンを取り上げて、シェイクスピアの劇作家としての円熟味の欠如の表れとする意見もある。この劇は1623年の「ファースト・フォリオ」まで印刷されたことはなかった。

## 登場人物

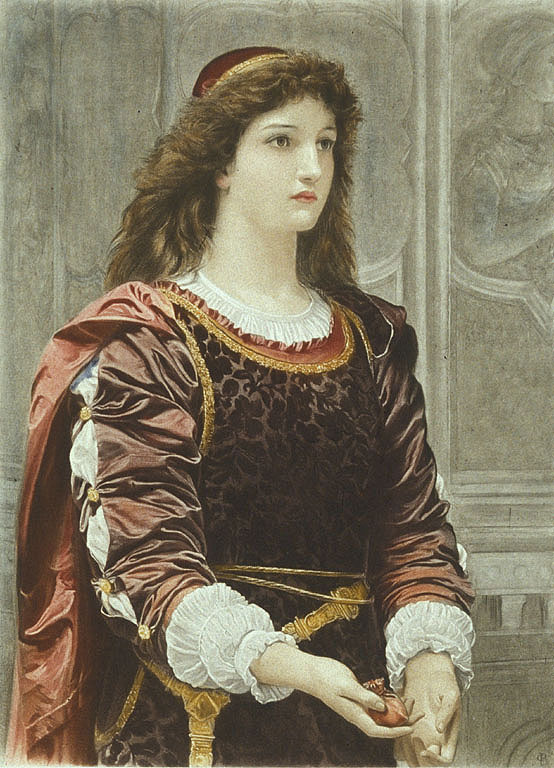
シルヴィア（チャールド・エドワード・ペルギーニ画）

- ミラノ大公（DUKE OF MILAN） - シルヴィアの父。
- ヴァレンタイン（VALENTINE） - 二紳士の一人。
- プローテュース（PROTEUS） - 二紳士の一人。
- アントーニオ（ANTONIO） - プローテュースの父。
- シューリオ（THURIO） - ヴァレンタインの愚かな恋敵。
- エグラモー（EGLAMOUR） - シルヴィアが家出する時の援助者。
- スピード（SPEED） - ヴァレンタインの小姓。
- ラーンス（LAUNCE） - プローテュースの召使い。
- パンシーノー（PANTHINO） - アントーニオの召使い。
- 宿屋の亭主（HOST） - ミラノでジュリアが泊まる宿の。
- 山賊たち（OUTLAWS） - バンランタンの仲間。
- ジュリア（JULIA） - ヴェローナの貴婦人。プローテュースの恋人。
- シルヴィア（SILVIA） - ヴァレンタインの恋人。
- ルーセッタ（LUCETTA） - ジュリアの侍女。
- 召使いたち（SERVANTS）、楽士たち（MUSICIANS）

## あらすじ
「ヴェローナの二紳士」とはヴァレンタインとプローテュースのことである。劇は、ヴァレンタインが人生経験のためヴェローナからミラノに旅立つところから始まる。プローテュースもミラノ行きを誘われるが、恋人のジュリアと離れ離れになるのが嫌で、ヴェローナに残るという。恋を知らないヴァレンタインはプローテュースを愚かしく思う。
しかし、プローテュースも父親の命令でミラノに行かなければならなくなる。プローテュースはジュリアに永遠の愛を誓い、ヴェローナを去る。
ミラノでヴァレンタインは恋を知った。しかし、その相手シルヴィアの父親のミラノ大公は娘を、シューリオという財産はあるがとんまな男と結婚させようとしていた。そこにプローテュースが到着する。プローテュースはたちまちシルヴィアに恋をして、シルヴィアを手に入れるため、ミラノ大公に嘘を吹き込み、邪魔者のヴァレンタインをミラノから追放させる。新たな恋のために昔の恋（ジュリア）と友情（ヴァレンタイン）を裏切ったのである。
プローテュースと会いたい一心でジュリアも男装してミラノにやってきた。プローテュースはジュリアとは気づかずに、ジュリア（セバスチャンと名乗る）を小姓にし、シルヴィアへの恋文を届けさせる。しかし、シルヴィアは恋人を裏切るプローテュースが許せず、ジュリアの目の前で恋文をびりびりに引き裂く。
ヴァレンタインが好きなシルヴィアは家出をする。その頃、ヴァレンタインはひょんなことから山賊の頭になっていた。シルヴィアを追いかけて、プローテュース、小姓に化けたジュリア、シューリオは森にやってくる。そこで山賊に連れ去られかけたシルヴィアを救出し、プローテュースはシルヴィアを力ずくで自分のものにしようとする。そこにヴァレンタインが現れ、プローテュースを裏切り者となじる。プローテュースは反省して謝罪する。ヴァレンタインはそれを赦し、友情の証として、シルヴィアをプローテュースに譲ると言い出す。それを聞いたジュリアはショックで失神する。ジュリアの正体がわかり、プローテュースは反省し、和解する。ヴァレンタインを一途に思うシルヴィアの気持ちを知って、ミラノ大公は二人の結婚を許可する。

## 上演史
シェイクスピアの存命中から1642年の劇場閉鎖まで、『ヴェローナの二紳士』が上演された記録はない。わかっている中で最古の上演は1762年のドルリー・レーン劇場（Drury Lane）でラーンスとその犬が強められた改訂版だった。シェイクスピアのオリジナルのテキストでの上演は1784年のコヴェント・ガーデンでの上演である。1821年にはフレデリック・レイノルズ（Frederic Reynolds）によるオペラ版が上演された。
18世紀中期から、演出家たちはラストの、ヴァレンタインが寛大さと友情の証としてシルヴィアをプローテュースに譲ろうとするくだりを削除するのが一般的になった。1841年にウィリアム・チャールズ・マクレディ（William Charles Macready）がこの慣例を破り、問題の場面を復活させたが、1952年のブリストル・オールド・ヴィック（Bristol Old Vic）でのデニス・ケアリー（Denis Carey）の上演では先の慣例に戻された。
『ヴェローナの二紳士』は散発的に上演されているが、英語圏ではあまり成功していない。むしろヨーロッパで人気がある。

## テーマ
『ヴェローナの二紳士』のテーマは友情と愛情の葛藤である。つまり、二人の男の友人同士の関係が恋人同士の関係より重要かどうかという問題である。これはルネサンス文学ではよく見られるテーマで、この時代の文化のいくつかの局面は（性的魅力とは関係のない純粋なものだからという理由で）友情をより重要な関係として賛美している。現代の視点から見ると、ヴァレンタインが友情の証として、本人の同意も得ず、シルヴィアをプローテュースに「譲ろう」とする場面はいささか唐突に見える。

## アダプテーション
- ガルト・マクダーモット（Galt MacDermot）、ジョン・グアーレ（またはガーレ、グェア、John Guare）、メル・シャピロ（Mel Shapiro）は、1971年に『ヴェローナの二紳士』をミュージカル化した[6]。日本では、劇団四季が1975年に上演（その際は『ヴェローナの恋人たち』）し、2014年に宮本亜門の上演台本・演出にて日生劇場ほかで上演予定。主演は西川貴教[7]。
- ステュアート・ドレイパー（Stuart Draper）は2004年に『ヴェローナの二紳士』のゲイ版をニューヨークで上演した。
- 2007年7月29日、プロデューサーのロジャー・エルスグッドと演出家ウィリー・リチャーズは、舞台をMalpurとValasnaという架空のインドの広大な州に、時代を1857年のインド大反乱の前の数週間に変更したラジオ劇『ヴェローナの二紳士』をBBC Radio 3で放送した[8]。録音はマハーラーシュトラ州で行われ、ボリウッドやインドのテレビ、ムンバイの英語劇団の役者たちが出演した。
- 2006年、デヴィッド・マメットはWNYCのインタビューで、『ボラット 栄光ナル国家カザフスタンのためのアメリカ文化学習』（2006年）が好きで、それは『ヴェローナの二紳士』を元にしていると語った。その証拠として、サシャ・バロン・コーエンとその古典の中の背景を挙げた。
- 『ドーソンズ・クリーク』の第4シーズンの『The Two Gentlemen of Capeside』は、『ヴェローナの二紳士』のテーマを軽く取り上げている。

### 日本語訳テキスト
- ベローナの二紳士 坪内逍遥訳（早稲田大学出版部 1926）
- 横山有策訳『世界文学全集』新潮社 1927
- 北川悌二訳「ヴェロナの二紳士」世界古典文学全集 筑摩書房 1964
- 小田島雄志訳 白水社 1980　のち白水Uブックス
- 田中晏男訳 山口書店 1988
- 松岡和子訳（ちくま文庫）2015